# Paralastor euclidias
Paralastor euclidias är en stekelart som beskrevs av Perkins 1914. Paralastor euclidias ingår i släktet Paralastor och familjen Eumenidae. Inga underarter finns listade i Catalogue of Life.